# 基因推断
遗传学中的推断是指对为观察到的基因型进行统计推断。这通过人群中的单倍型来完成，比如国际人类基因组单体型图计划和千人基因组计划，这从而允许通过未检测变异与已检测变异的连锁关系进行推断。基因型推断减少全基因组关联分析相关位点数。